# Habib Mohamed
Habib Mohamed lub Habib Mullah Muhammad (ur. 10 grudnia 1983 w Kumasi) – piłkarz ghański grający na pozycji lewego obrońcy.

## Kariera klubowa
Mohamed pochodzi z Kumasi. Piłkarską karierę rozpoczął w tamtejszym klubie King Faisal Babes. W 2003 roku w wieku 20 lat zadebiutował w jego barwach w pierwszej lidze ghańskiej. W klubie tym występował przez 3 sezony i w 2004 roku zajął z nim 3. miejsce w rozgrywkach play-off o mistrzostwo kraju. W 2006 roku Habib został wypożyczony do Molde FK, gdzie spędził pół roku, z którym spadł jednak do drugiej ligi. W 2007 wrócił do King Faisal Babes. Następnie grał w Asante Kotoko, All Stars FC, Ashanti Gold, Smouha SC, Berekum Chelsea i Al-Talaba SC.

## Kariera reprezentacyjna
W reprezentacji Ghany Mohamed zadebiutował 27 marca 2005 roku w zremisowanym 1:1 meczu z Demokratyczną Republiką Konga. W 2006 roku został powołany przez selekcjonera Ratomira Dujkovicia do kadry na Mistrzostwa Świata w Niemczech. Tam wystąpił we dwóch spotkaniach: wygranych 2:0 z Czechami i 2:1 z USA.